# Crimes de guerra israelenses
Crimes de guerra israelenses são as violações do Direito Penal Internacional, incluindo crimes de guerra e crimes contra a humanidade, que o Forças de Defesa de Israel, o ramo militar do estado de Israel, foi acusado de cometer desde a fundação de Israel em 1948.
Israel ratificou as Convenções de Genebra em 6 de julho de 1951, e em 2 de janeiro de 2015, o Estado da Palestina aderiu ao Estatuto de Roma, concedendo ao Tribunal Penal Internacional jurisdição sobre crimes de guerra cometidos nos Territórios Palestinos Ocupados (TPO ). Especialistas em direitos humanos argumentam que as ações tomadas pelas FDI durante conflitos armados nos TPO se enquadram na rubrica de crimes de guerra. Relatores especiais das Nações Unidas, organizações incluindo Human Rights Watch, Médecins Sans Frontières, Amnistia Internacional, e especialistas em direitos humanos acusou Israel de crimes de guerra.
Desde 2006, o Conselho de Direitos Humanos mandatou várias missões de apuração de fatos sobre violações do direito internacional, incluindo crimes de guerra, nos TPO, incluindo uma investigação permanente e contínua desde maio de 2021.
Desde 2021, o TPI tem uma investigação ativa sobre crimes de guerra israelitas cometidos nos TPO.
Israel recusou-se a cooperar com as investigações.

## Guerra entre Israel e Hamas (2023)

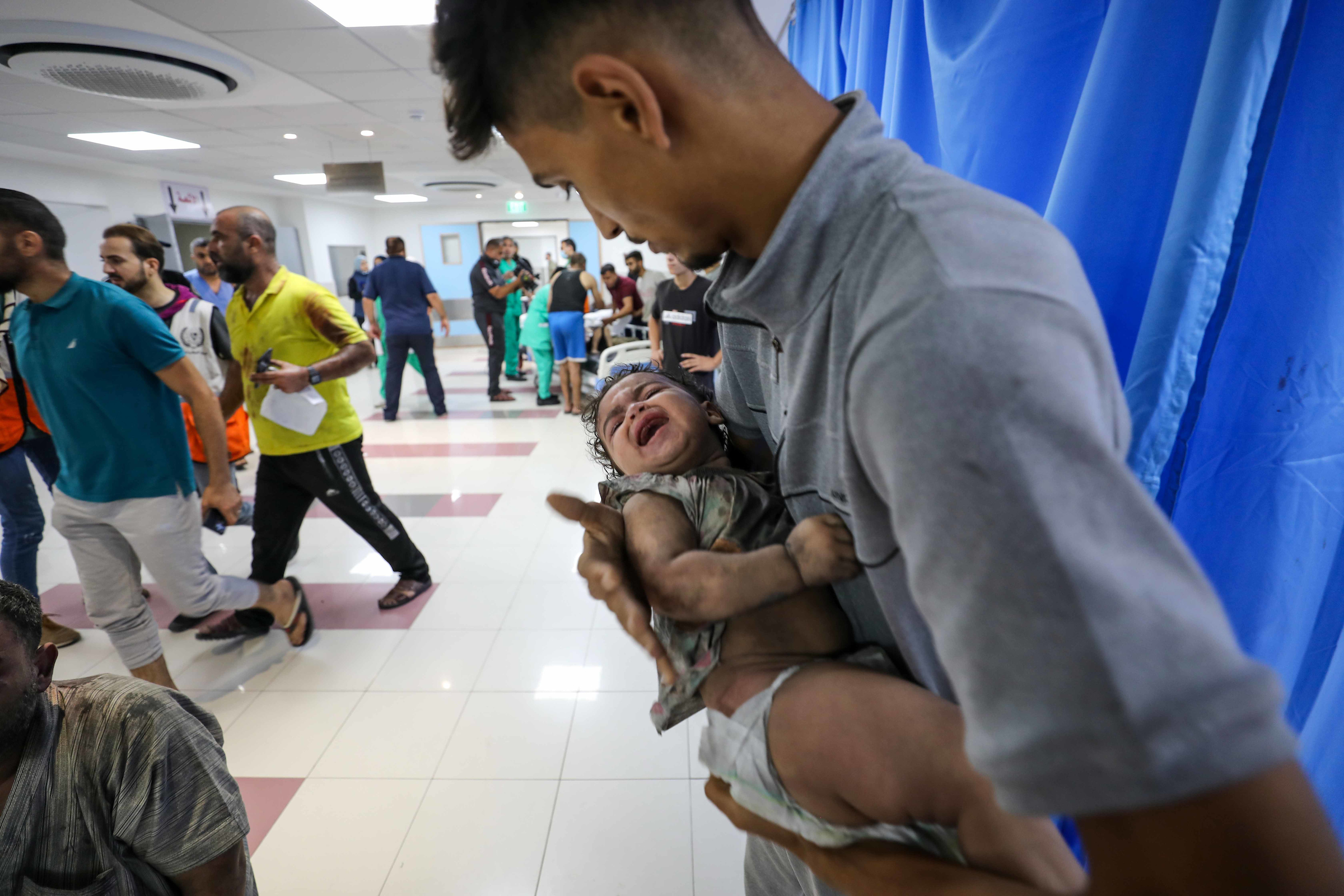
Desde o início da guerra de 2023, mais de 3.000 crianças palestinas foram mortas por ataques aéreos das FDI na Faixa de Gaza.

Várias acusações de violações do direito internacional foram levantadas contra Israel devido às suas operações militares em 2023, que alegadamente afetaram civis durante o conflito com o Hamas. A Comissão Internacional Independente de Inquérito da ONU sobre o Território Palestino Ocupado afirmou que "já havia evidências claras" de crimes de guerra e compartilharia as evidências com as autoridades judiciais, incluindo as autoridades do Tribunal Penal Internacional atualmente investigando crimes de guerra cometidos nos Territórios Ocupados.
Os críticos argumentam que a administração Biden dos Estados Unidos deu aprovação tácita aos crimes de guerra israelenses.

### Punição coletiva
Várias ações tomadas pelo exército israelense foram caracterizadas como punição coletiva, um crime de guerra proibido pelo tratado em conflitos armados internacionais e não internacionais, mais especificamente o Artigo 3 Comum das Convenções de Genebra e Protocolo Adicional II. O presidente Christos Christou da organização Médicos Sem Fronteiras  disse que milhões de civis em Gaza enfrentaram “punição coletiva” devido ao bloqueio de Israel sobre combustível e remédios. Um grupo de relators especiais das Nações Unidas classificou os ataques aéreos israelenses em Gaza como uma forma de punição coletiva, afirmando que os ataques aéreos são "absolutamente proibidos pelo direito internacional e constituem um crime de guerra". Na verdade, o presidente de Israel Isaac Herzog acusou os residentes de Gaza de responsabilidade coletiva pela guerra. Em resposta às acusações de punição coletiva, Israel Katz, o Ministro da Energia, escreveu: "De fato, Senhora Congressista. Temos que traçar um limite... Eles não receberão uma gota d'água ou uma única bateria até que deixem o mundo."

#### Bloqueio
Em 9 de outubro de 2023, o ministro da defesa de Israel, Yoav Galant, anunciou um cerco completo a Gaza, que envolveu o corte de suprimentos essenciais como eletricidade, alimentos, água e gás. Esta tática levantou preocupações sobre violações das leis da guerra, uma vez que os civis estavam sendo negados necessidades básicas. As Nações Unidas alertaram que qualquer cerco que colocasse em risco vidas de civis, privando-os de bens essenciais, era proibido pelo Direito internacional humanitário.
Tom Dannenbaum, especialista em leis de cerco na Universidade Tufts, descreveu a política aberta de Israel de bloqueio total e privação como "um exemplo anormalmente claro de civis famintos como meio de guerra, uma violação inequívoca dos direitos humanos". A fome de civis, nomeadamente através da recusa de fornecimento de ajuda humanitária, é um crime de guerra.

#### Acesso à água
Como parte do bloqueio de Israel a Gaza, todo o acesso à água foi cortado. O Artigo 51 das Regras de Berlim sobre Recursos Hídricos proíbe os combatentes de remover água ou infraestrutura hídrica para causar a morte ou forçar seu movimento. Em outubro de 14, a UNRWA anunciou que Gaza não tinha mais água potável e dois milhões de pessoas corriam risco de morte por desidratação. Em outubro de 15, Israel concordou em retomar o abastecimento de água no sul de Gaza; no entanto, os trabalhadores humanitários e um porta-voz do governo relataram que não havia água disponível. O diplomata-chefe da UE Josep Borrell descreveu o corte de água por parte de Israel como "não conforme com o direito internacional".

### Transferência forçada
Em 13 de outubro de 2023, o exército israelense ordenou a evacuação de 1,1 milhão de pessoas do norte de Gaza. A ordem de evacuação foi caracterizada como uma transferência forçada por Jan Egeland, o ex-diplomata norueguês envolvido com o Acordo de Oslo. A "transferência forçada" é a realocação forçada de uma população civil como parte de um crime organizado contra ela e é considerada um crime contra a humanidade pelo Tribunal Penal Internacional. Em uma entrevista à BBC, Egeland afirmou: "Há centenas de milhares de pessoas fugindo para salvar suas vidas - [isso] não é algo que deva ser chamado de evacuação. É uma transferência forçada de pessoas de todos os países norte de Gaza, que de acordo com a Convenção de Genebra é um crime de guerra." A relatora especial da ONU Francesca Albanese alertou sobre uma limpeza étnica em massa em Gaza. Raz Segal, um historiador israelense e diretor do programa de Estudos do Holocausto e Genocídio da Universidade de Stockton, chamou-o de "caso clássico de genocídio". Ataques aéreos israelenses supostamente bombardearam e mataram civis que cumpriam a ordem de evacuação.